# 布希巴克里奇
布希巴克里奇是南非的城鎮，位於該國東北部，由普馬蘭加省負責管轄，面積72.65平方公里，主要農產品有煙草、棉花和蔬菜，2001年人口1,726，人口密度每平方公里約24人。